# (5415) Lyanzuridi
(5415) Lyanzuridi es un asteroide perteneciente al cinturón de asteroides, descubierto el 3 de octubre de 1978 por Nikolái Stepánovich Chernyj desde el Observatorio Astrofísico de Crimea (República de Crimea).

## Designación y nombre
Designado provisionalmente como 1978 TB2. Fue nombrado Lyanzuridi en honor a Konstantin Petrovich Lyanzuridi ingeniero en tecnología de vacío y óptica que ha trabajado en el Observatorio Astrofísico de Crimea durante más de 30 años. Especialista en su oficio, creó un nuevo método de grabado iónico de superficies ópticas para hacer ópticas astronómicas de precisión para telescopios terrestres y espaciales.

## Características orbitales
Lyanzuridi está situado a una distancia media del Sol de 2,275 ua, pudiendo alejarse hasta 2,555 ua y acercarse hasta 1,994 ua. Su excentricidad es 0,123 y la inclinación orbital 4,293 grados. Emplea 1253,52 días en completar una órbita alrededor del Sol.

## Características físicas
La magnitud absoluta de Lyanzuridi es 13,6. Tiene 4,576 km de diámetro y su albedo se estima en 0,39. 